# Gevelsteen Claes Claesz. Hofje

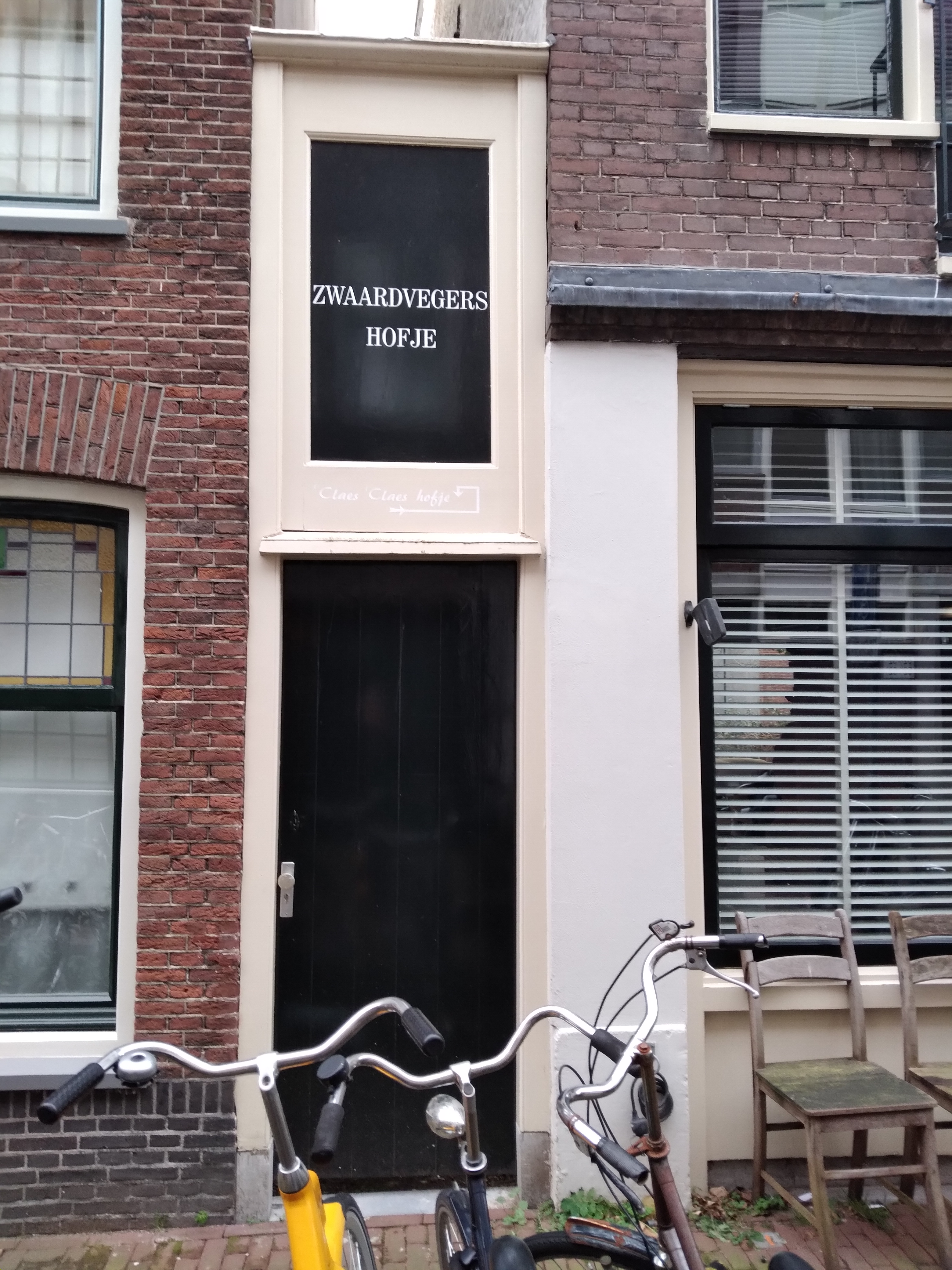
Toegang Zwaardvegershofje aan de Tuinstraat (februari 2021)

Gevelsteen Claes Claesz. Hofje is een artistiek kunstwerk in Amsterdam-Centrum. Het vormt de tegenhanger van de Wapensteen Anslo's Hofje aan de Egelantiersstraat.

## Inleiding
In Amsterdam-Centrum zijn nog tal van gevelstenen te vinden die in vroeger tijden (voor de adressenadministratie) dienden voor nadere topografische aanduiding en soms ook het aangeven van het beroep van een bewoner. In de loop der eeuwen vond steeds vernieuwing van het gebouwenbestand plaats waarbij een bijbehorende gevelsteen eveneens verloren ging, dan wel werd her- en verplaatst. De traditie om een gevelsteen te plaatsen was niet meer nodig en verdween om na de jaren zeventig van de 20e eeuw weer regelmatig op te duiken, vaak als gevolg van particulier initiatief. In de laatste categorie valt ook de Gevelsteen Claes Claesz. Hofje.

## Claes Claesz. Hofje
Het hofje begon als het Anslo's Hofje. Dat is vernoemd naar de vroeg 17e eeuwse lakenkoper Claes Claesz. Anslo, die samen met zijn vrouw Griet Jans een aantal huisjes bouwde op een aangeschaft terrein aan de Egelantiersstraat. Een vijftal huisjes bood uiteindelijk onderdak aan een twaalftal vrouwen, mannen werden geweerd. De toegang werd bereikt door een zogenaamde gang, steeg naar een binnenterrein. In hun testament werd bepaald dat de huisjes in gemeenschappelijk eigendom moesten blijven. De verhuur bracht geld op en in de 18e en 19e eeuw kon de stichting blijven uit- en herbouwen. Aan het eind van de 19e eeuw kwamen (zeker voor de binnenstad van Amsterdam) steeds stringentere eisen waaraan woningen moesten voldoen; er doken in de stad steeds meer onbewoonbaar verklaarde woningen op, die niet zelden daarna werden gesloopt en vervangen door nieuwbouw. Die toenemende eisen, als ook die van bewoners, zorgden er voor dat het hofje in 1945 de laatste bewoner zag vertrekken; het kwam leeg te staan. In de vernieuwingsdrang, Amsterdam had in de jaren zestig een aanzienlijk woningtekort, viel het besluit om het complex af te breken en zodoende ruimte te scheppen voor nieuwbouw. In het midden van de jaren zestig kwam echter ook een tegenstroming op, die de oudbouw niet wilde slopen maar juist wilde behouden voor de toekomst. Zo werd het hofje gered door Geurt Brinkgreve van Stichting Diogenes. Vanaf 1965 (oprichting van de stichting) tot in de jaren zeventig werd gewerkt aan herstel en samenvoeging met het oude Zwaardvegershofje, dat haar ingang had aan de Tuinstraat. Het hofje werd in 1973 onder begeleiding van architect Gerard Prins een eenheid met gerestaureerde, historiserende en nieuwe gebouwen dat onderdak moest bieden aan zestig bewoners uit de kunstwereld.  

## Gevelsteen
In het kader van die restauratie werd kunstenaar/beeldhouwer Hans 't Mannetje gevraagd een gevelsteen te ontwerpen; de gevelsteen zou geplaatst worden in een gevel aan de Tuinstraat. 't Mannetje ontwierp een steen van 55 bij 99 cm, die verwees naar het toekomstig gebruik; verhuur een beginnende muzikanten. 'T Mannetje beeldde een vrouw af spelend op een kistorgel van gespijkerde planken; zij zit in lang gewaad met de rug naar de kijker toe. Vrouw en orgel worden beschermd door een rood/wit windscherm dat ze moet beschermen tegen de wind der tijd. Het tafereel is geplaatst op een witte achtergrond, op de rode banden van het windscherm, jaartal en tekst na is de gevelsteen monochroom. De tegel is afgewerkt door krulvormen, een stijl die 't Mannetje destijds onder de knie probeerde te krijgen. Jaartal op achtergrond en tekst op de onderrand zijn verguld. De beeldhouwer maakte de gevelsteen aan zijn restauratie-atelier op Uilenburg. Onthulling van de steen in najaar 1971 begeleidde de (gedeeltelijke) oplevering. Het is één van de de eerste gevelstenen naar eigen ontwerp van 't Mannetje. 